# Svarthalsad trast
Svarthalsad trast (Turdus atrogularis) är en asiatisk fågel som tillhör familjen trastar.

## Utseende
Svarthalsad trast är ungefär lika stor som en koltrast, dock aningen mer kortstjärtad. Fjäderdräkten är grå på ovansidan, med ljusare grå bräm på vingarna och smutsvit buk. Dess nedre vingtäckare är roströda. Den har svart stjärt och adult hane i sommardräkt är kraftfullt svartfärgad i ansiktet och på bröstet.

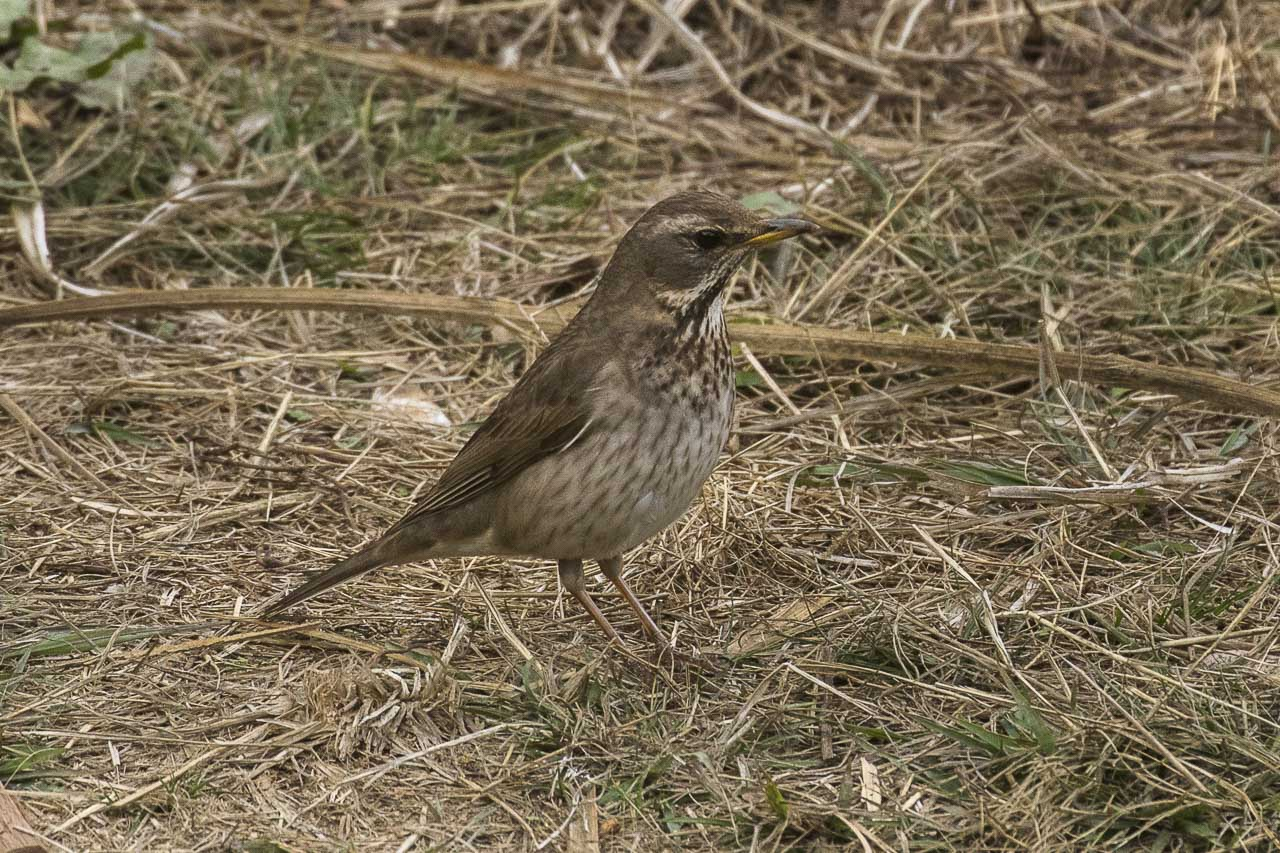
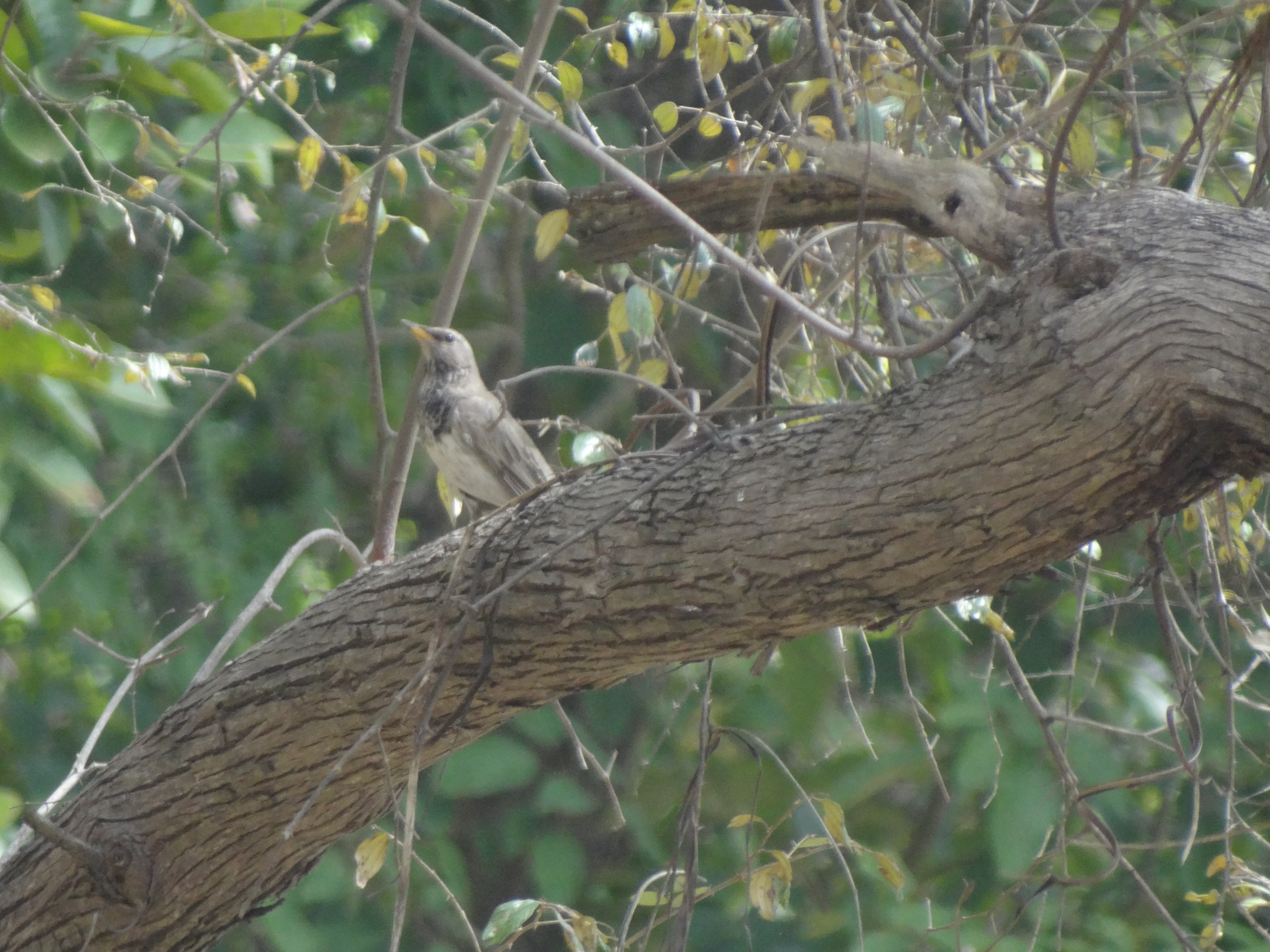

## Ekologi
Svarthalsad trast häckar i öppningar i barr- eller lövblandad skog, ofta i undervegetationen av tallarten Pinus sibirica och framför allt utmed vattendrag eller i fuktiga områden. Den häckar ensam eller i lösa kolonier från slutet av maj till slutet av juli. Boet placeras vanligen mellan en och en halv och två meter över marken. Vintertid födosöker den i stora flockar tillsammans med gråtrast, gråhalsad trast och dubbeltrast, under flyttning ofta med bruntrast. Fågel intar olika invertebrater men också bär, körsbär och frön.

## Utbredning
Svarthalsad trast är en flyttfågel som häckar i tajgaområdet från västcentrala Ryssland till nordcentrala Sibirien och nordvästra Mongoliet. Vintertid flyttar den till södra och sydvästra Asien. Fågeln är en sällsynt gäst i Europa. I Sverige har den påträffats ett 60-tal gånger från Skåne till Norrbotten, med förstafyndet i Ystad i januari 1901.

## Artstatus och släktskap
Tidigare behandlades svarthalsad och rödhalsad trast (Turdus ruficollis) som en och samma art med det svenska namnet taigatrast. De skiljer sig dock tydligt åt i utseende och även av allt att döma i sång. Vidare har hybrider eller blandpar inte konstaterats med säkerhet, trots omfattande kontaktzon, så pass att bon kan ligga 30–40 meter från varandra. De båda står nära de likaledes asiatiska arterna bruntrast (T. eunomus) och rödtrast (T. naumanni), även de tidigare ansedd som en och samma art. Även ringtrasten (T. torquatus) är närbesläktad.

## Status och hot
Fågelns populationsutveckling är okänd, men utbredningsområdet är mycket stort och dess population förmodas vara detsamma. Internationella naturvårdsunionen IUCN kategoriserar därför arten som livskraftig. Världspopulationen uppskattas preliminärt till mellan 100 000 och 500 000 individer.

## Namn
När svarthalsad trast och rödhalsad trast tidigare behandlades som samma art hade den det svenska namnet taigatrast.